# Lilla Källtjärnen
Lilla Källtjärnen är en sjö i Lindesbergs kommun i Västmanland och ingår i Norrströms huvudavrinningsområde. Sjön är 5,5 meter djup, har en yta på 0,017 kvadratkilometer och är belägen 297 meter över havet.